# Sveti Primož na Pohorju
Sveti Primož na Pohorju – wieś w Słowenii, w gminie Vuzenica. W 2018 roku liczyła 322 mieszkańców.